# Indigofera mysorensis
Indigofera mysorensis är en ärtväxtart som beskrevs av Dc. Indigofera mysorensis ingår i släktet indigosläktet, och familjen ärtväxter. Inga underarter finns listade i Catalogue of Life.